# Tanzhe-Tempel

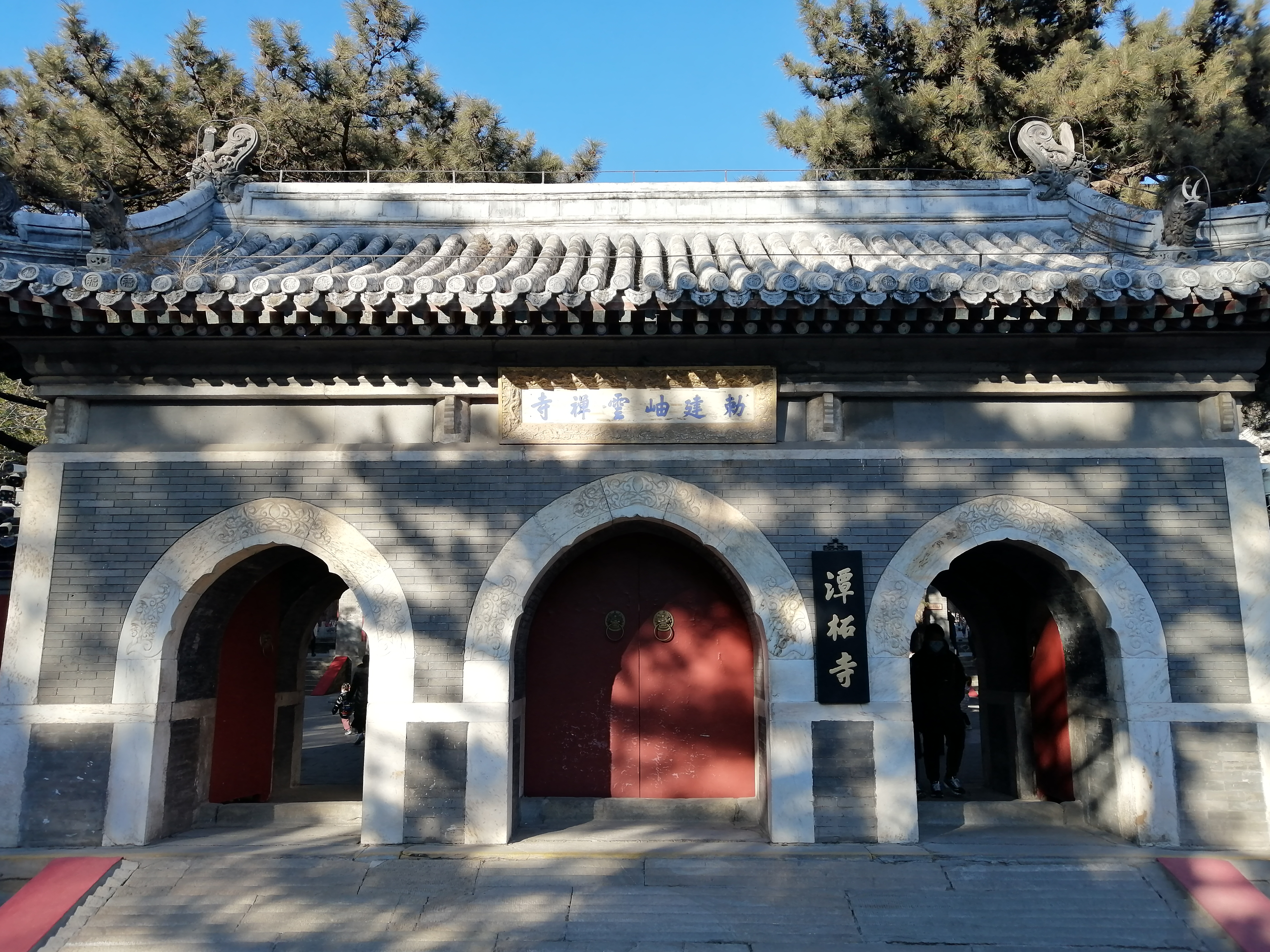
Eingang des Tanzhe-Tempels

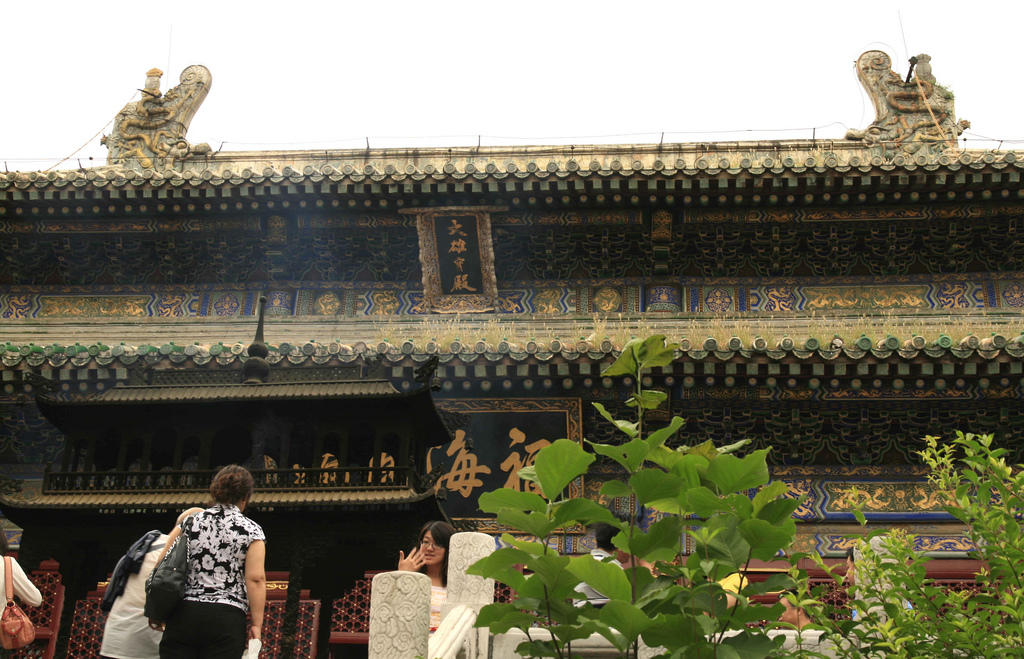
Eine der Haupthallen im Tempel

Der Tanzhe-Tempel (chinesisch 潭柘寺, Pinyin Tánzhè sì) im Pekinger Stadtbezirk Mentougou ist ein buddhistischer Tempel aus der Zeit der Westlichen Jin-Dynastie. Es ist der älteste Tempel Pekings. Der Tempel steht seit 2001 auf der Liste der Denkmäler der Volksrepublik China (5-195). Es gibt den Spruch „Zuerst war der Tanzhe-Tempel, dann die Stadt Peking“ (先有潭柘寺，后有北京城).